# Волбах (Небраска)
Волбах (англ. Wolbach) — селище (англ. village) в США, в окрузі Грілі штату Небраска. Населення — 224 особи (2020).

## Географія
Волбах розташований за координатами 41°24′6″ пн. ш. 98°23′25″ зх. д. / 41.40167° пн. ш. 98.39028° зх. д. (41.401728, -98.390162). За даними Бюро перепису населення США в 2010 році селище мало площу 1,81 км², з яких 1,78 км² — суходіл та 0,03 км² — водойми.

## Демографія
Згідно з переписом 2010 року, у селищі мешкали 283 особи в 128 домогосподарствах у складі 76 родин. Густота населення становила 156 осіб/км². Було 159 помешкань (88/км²).
Расовий склад населення:
| - 97,2 % — білих - 1,1 % — чорних або афроамериканців - 0,4 % — азіатів |

До двох чи більше рас належало 1,4 %. Частка іспаномовних становила 1,1 % від усіх жителів.
За віковим діапазоном населення розподілялося таким чином: 24,4 % — особи молодші 18 років, 54,4 % — особи у віці 18—64 років, 21,2 % — особи у віці 65 років та старші. Медіана віку мешканця становила 45,5 року. На 100 осіб жіночої статі у селищі припадало 95,2 чоловіків; на 100 жінок у віці від 18 років та старших — 103,8 чоловіків також старших 18 років.
Середній дохід на одне домашнє господарство становив 40 763 долари США (медіана — 37 750), а середній дохід на одну сім'ю — 50 291 долар (медіана — 46 250). Медіана доходів становила 32 500 доларів для чоловіків та 28 750 доларів для жінок. За межею бідності перебувало 9,2 % осіб, у тому числі 1,4 % дітей у віці до 18 років та 11,5 % осіб у віці 65 років та старших.
Цивільне працевлаштоване населення становило 129 осіб. Основні галузі зайнятості: освіта, охорона здоров'я та соціальна допомога — 31,0 %, виробництво — 17,8 %, транспорт — 13,2 %.